# Монета Бахар-е Азаді
Монета Бахар-е Азаді (укр. весна свободи) - одна з законних золотих монет в Ісламській Республіці Іран. Випуск розпочався 1979 року з нагоди і на честь річниці перемоги ісламської революції 1978 року. Має два різних зразки і кілька різних розмірів. Проба золота як для старого зразка, так і нового, становить 900. Зазвичай кожного року монетний двір Центрального банку ІРІ карбує монети і постачає їх на ринок через комерційні банки або ліцензовані пункти обміну. Монети продаються гуртом і вроздріб за поточною ціною на день продажу. Золоту монету використовують як подарунок, махр (майно, яке чоловік передає жінці під час укладання шлюбу), премію для державних службовців, а також для капітальних інвестицій і заощаджень.

## Історія карбування монет в Ірані

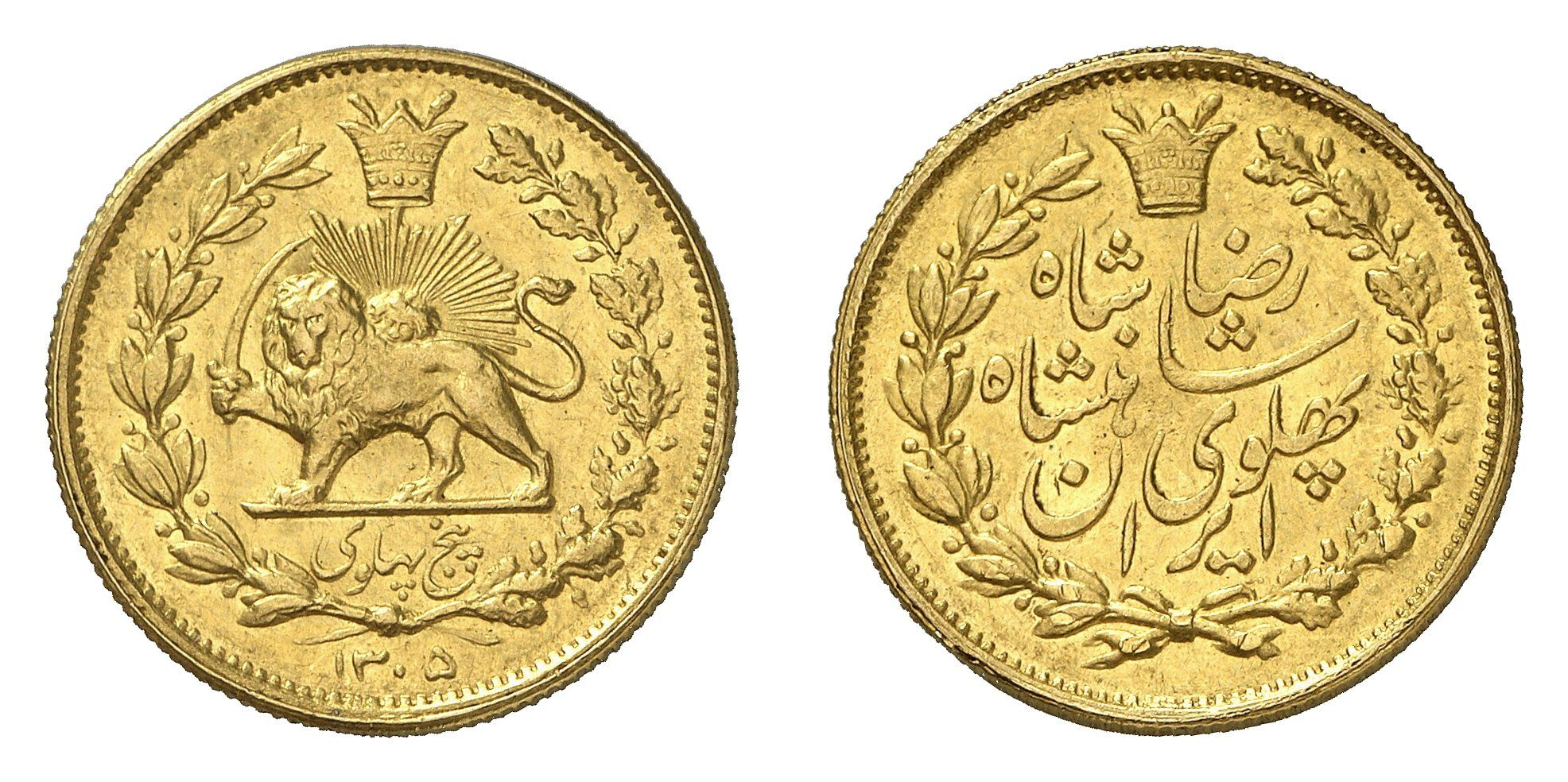
Золоті монети номіналом п'ять пахлаві. Викарбувані 1305 року за сонячним календарем, який відповідає 1926 року нашої ери (час правління Рези Шаха Пахлеві). На аверсі викарбувано ім'я Рези-Шаха Пехлеві, а на реверсі — знак Лева і Сонця.

Історію карбування золотих монет в Ірані можна прослідкувати від часів правління Дарія Великого, царя з династії Ахеменідів (від 521 до 476 року до н. е.). Найцінніші з цих монет мали назву дарік і містили 8,41 грама золота. Інша монета називалася шиглу і містила 8,6 грама срібла. За одну шиглу можна було купити овечку, а 1 дарік поміняти на 20 шиглу. Цю восьмиграмову золоту монету продовжували карбувати упродовж всієї наступної історії Ірану під різними іменами. За часів династії Пахлаві вона мала назву пахлаві, а після Ісламської революції 1978 року змінила назву на Бахар-е Азаді.[джерело?]

## Різновиди монет Бахар-е Азаді
- З точки зору форми монети мають два різновиди: «старого дизайну» (від 1979 до 1991 року)  і  «нового дизайну (емамі)» (від 1991 року дотепер).[1]
- З точки зору розміру існують монети «чверть», «половина», «один» (або «цілий»), «два з половиною» і «п'ять».[2]

## Історія
Монети почали випускатися після революції 1978 року за пропозицією Міністерства економіки і фінансів , і за схвалення і доручення прем'єр-міністра перехідного уряду з нагоди і на честь першої весни перемоги революції. Відтоді і дотепер монета Бахар-е Азаді мала два різних дизайни:

### Від 1979 до 1991 року (старий дизайн)
На аверсі цієї монети, випущеної на честь Алі ібн Абу Таліба, шість разів прізвище Алі написане шрифтом баннаї всередині шестикутника, і підпис «Банк меллі Іран» під ним. А на її реверсі зображено Мавзолей Імама Рези над яким надпис «перша весна свободи», а знизу число 1358 — рік початку випуску монети за іранським календарем. Монети такого дизайну випускали до 1991 року.

## Від 1991 року дотепер (новий дизайн)
Карбування і розповсюдження монет Бахар-е Азаді нового дизайну, відомих під назвою емамі, розпочалось 1991 року і триває дотепер. згідно зі статтею 5 «Закону про способи збереження спадщини і пам'яті Рухолли Хомейні» Центральний банк Ірану був зобов'язаний на аверсі монети Бахар-е Азаді у відповідній формі показати образ засновника правління Ісламської Республіки Іран. Отже, за пропозицією Центрального банку і за схвалення Міністерства економіки та фінансів, а також посилаючись на пункт 2 "Закону про поправки до Закону про карбування золотих монет, кабінет міністрів на своєму засіданні від 9 червня 1991 року (щодо зміни дизайну монет Бахар-е Азаді) постановив:
Центральний банк Ісламської Республіки Іран дозволяє з нагоди другої річниці смерті Рухолли Хомейні карбувати пам'ятну монету один Бахар-е Азаді з наведеними нижче характеристиками і у відповідності зі зразками інституту президентства.:
1. Золото має 900-ту пробу;
2. Вага монети: 8٫13598 г;
3. Діаметр монети: 22 мм;
4. На аверсі монети наявне зображення Рухолли Хомейні, а знизу рік карбування (1370);
5. На реверсі монети зображено могилу Алі Ібн Муси Аль-Рези, восьмого лідера шиїтів, над яким зверху присутній напис «Центральний банк Ісламської Республіки Іран», а знизу «весна свободи».

Зобов'язання виконати наведену вище постанову покладалося на Центральний банк Ісламської Республіки Іран. Таким чином, по другій річниці смерті Рухолли Хомейні дизайн монети Бахар-е Азаді змінився і відтоді (з 1991 року дотепер) монети карбуються згідно з тією постановою. Це саме стосується монет номіналом «чверть» і «половина».
Зазвичай кожного року на підставі ліцензії, яку має Центральний банк ІРІ, його монетний двір карбує монети різного номіналу. Згідно зі статистикою, оголошеною 2007 року, до того часу в країні було викарбувано близько 40 мільйонів монет.
Виробництво золотих монет у країні заборонене будь-яким способом, окрім як через Центральний банк ІРІ.

## Характеристики монети Бахар-е Азаді
Характеристики монети Бахар-е Азаді збігаються з описом у «Законі про золоті монети», а також у «Законі про поправки до Закону про золоті монети». Згідно зі статтею 2 закону 1958 року вони мають круглу форму. Згідно зі статтею 4 того самого закону золото цих монет має 900-ту пробу, а решту 10 відсотків матеріалу  становить мідь, або сплав зі срібла і міді.
| Номінал         | Загальна вага (г) | Вага чистого золота (г) |     | Діаметр (мм) | Проба | В каратах |
| --------------- | ----------------- | ----------------------- | --- | ------------ | ----- | --------- |
| Чверть          | 2,03325           | 1,8305955               | 10  | 16           | 900   | 21,6      |
| Половина        | 4,0665            | 3,661191                | 5   | 19           | 900   | 21,6      |
| Один            | 8,13598           | 7,322382                | 2,5 | 22           | 900   | 21,6      |
| Два з половиною | 20,3325           | 18,305955               | 2,5 | 30           | 900   | 21,6      |
| П'ять           | 40,665            | 36,611910               | 2   | 40           | 900   | 21,6      |

## Застосування золотих монет
- Подарунок — золоті монети використовуються як подарунки на урочистостях, вечірках, національних та релігійних святах, весіллях, як пожертвування і як нагороди на спортивних конкурсах та наукових олімпіадах, а також в інших випадках.[1][15] Святкування — найважливіші події, під час яких зазвичай дарують монети. Через особливе місце золота в іранському суспільстві, дарування монет є більш привабливим, ніж грошей та інших речей.[16]
- Премія для державних службовців — відповідно до указу кабінету міністрів від 2008 року всі державні установи можуть видавати своїм працівникам премію у вигляді монет Бахар-е азаді, а не готівкових грошей.[17] Центральний банк за поточним курсом направляє монети міністерствам, державним установам та компаніям, які вирішили видавати своїм працівникам премію у вигляді монет.[18] Виплата монет замість грошей є одним із варіантів контролю ліквідності, яка оголошується наприкінці року. За словами Махмуда Бахмані, керівника центрального банку, такий підхід дозволяє досягнути трьох цілей: по-перше, премія працівникам виплачується, по-друге підвищення пропозиції з боку персоналу дозволяє регулювати ціну на цей товар напередодні свят, по-третє, оскільки золото не підлягає інфляції, то в такому вигляді люди можуть накопичувати заощадження, а не одразу ж витрачати.[19]
- Махр (майно, яке чоловік виділяє дружині під час укладання шлюбу) — у багатьох випадках основу махру під час укладанні шлюбу становлять золоті монети.[16] Дослідження показують, що в середньому махр іранських жінок становить від 260 до 350 золотих монет.[20][21][22] Але бувають і випадки, коли чоловік має заплатити 124 тис. золотих монет.[23]
- Економія — золоті монети у вигляді капітальних вкладів використовуються для підтримки вартості грошей. Значну частину капіталу та заощаджень іранці зберігають саме в такому вигляді.[10] Враховуючи важливість монет як капітальних вкладень, банки також перетворюють частину своїх капіталів і ліквідності на монети — як основу грошового та надійного капіталу.[1] З відкриттям плану заощадження золотих монет у банку Рефа, люди здають туди монети, які є їхнім застійним капіталом, як Кард аль-Хасан[en], а ті, кому потрібні гроші, можуть брати в банку кредит саме з цих заощаджень. Таким чином цей застійний капітал стає частиною грошового обігу. Уряд сподівається, що золотий рахунок Кард аль-Хасан, з одного боку, допоможе тим, хто стикається з проблемою ліквідності під час купівлі подарунків, і, з іншого боку, зменшить стурбованість щодо зберігання золотих монет.[15]
- Інвестиції — золоті монети розглядається як малоризиковий товар через природну цінність золота. Крім того, він має набагато більшу ліквідність, ніж інші активи (наприклад, нерухомість), і може бути проданий будь-коли.[1] На іранському монетному ринку трейдери мають прибуток за рахунок коливання цін на золото на світовому ринку. Зазвичай середня віддача від основної купівлі-продажу золотих монет становить від 30 % до 50 % на рік.[24]

## Купівля і продаж монет Бахар-е Азаді
Купівля і продаж монет в Ірані здійснюється оптом і вроздріб. Обсяг торгівлі монетами Бахар-е Азаді постійно залишається високим, до такої міри, що в деякі періоди пікового споживання і торгівлі (офіційні і релігійні свята), обсяг ліквідності цього товару навіть більший за деякі з основних сировинних товарів. Окрім традиційних для ринку способів торгівлі, професійні інвестори, беручи участь в «угодах на майбутнє на золоті монети Хомейні» на Іранській фондовій біржі, укладають ф'ючерсні контракти на купівлю і продаж монет. Цей спосіб торгівлі на Іранській товарній біржі бере початок з січня 2009 року і здійснюється лише над монетами номіналом 1 Бахар-е Азаді дизайну Хомейні. Перевага ф'ючерсної торгівлі золотими монетами полягає в тому, то можна отримати вигоду від фінансового важеля. Якщо людина купляє певну кількість монет в обмінному пункті або банку, то вона одразу повинна заплатити всю їхню вартість, а при торгівлі ф'ючерсами, оплативши десяту частину вартості, можна стати власником десяти монет. Час доставки монет у цьому разі становить два місяці. За цей час клієнт може повністю оплатити вартість угоди і стати фізичним власником монет, або ж сам укласти контракт на продаж. Прозорість цін на стандартні монети і їх поставок на товарній біржі є надзвичайно важливою особливістю цього ринку, що дає змогу всім учасникам усвідомлювати реальну ціну, а з іншого боку нестандартні монети поволі вилучаються з ринку.

### Спосіб розрахунку ціни золотих монет
Нижче перераховано фактори, які впливають на ціну золотих монет в Ірані:
- Світова ціна на золото (світова ціна за одну унцію (31,103 г) чистого золота;
- Вартість долара до ріала. Базова ціна долара на ринку;
- Вартість карбування монети центральним банком (приблизно еквівалентна 8000 туманів за оцінками 2007 року);
- Комісія на поставку монет в банк (приблизно еквівалентна 500 туманів за оцінками 2007 року);
- Податок на додану вартість (цей податок враховується у вартості монет під час їх доставки з банку до покупця, а при укладанні угод в розрахунок не береться)
- Рік карбування монети (починаючи з 2007 року дотепер на монетах викарбувано 2007 рік, а випущені раніше коштують дешевше);
- Роздута ціна (різниця між номінальною вартістю монети та її ціною на ринку), на яку впливають різниця між попитом і пропозицією, а також психологічні чинники. Наприклад, якщо ціна монет на основі вищенаведених факторів становить 550 тис. туманів, але на ринку вони коштують 605 тис. туманів, то це означає, що ціна роздута на 10 відсотків, а якщо на ринку монети коштують 539 тис. туманів, то тоді ціна навпаки здута на 2 відсотки.

Три із цих факторів,- світова ціна на золото, ціна на долар, і роздута ціна — викликають коливання ціни на монети.

Збільшення попиту в деякі періоди року призводить до зростання ціни на монети Бахар-е Азаді шляхом роздування, наприклад, в останні дні року. У цей час виникає найбільший попит на монети номіналом «чверть», а на пізнішому етапі, на номінал «половина», а монети номіналом «один (новий дизайн)» менше підлягають коливанням попиту. В цілому, і, ігноруючи внутрішні пропозицію та попит, можна за допомогою наведених нижче формул розрахувати точну ціну монети Бахар-е Азаді номіналом «один»:
{\displaystyle A={\frac {900\times P(g)}{999}}}
   ,    
{\displaystyle B=A\times P(USD/IRR)}
   ,    
{\displaystyle C={\frac {B}{31.103}}\times 8.13}
   ,    
{\displaystyle D=C\times 1.02}
Опис змінних та констант, наведених вище формул:
- (P(g — вартість золота за унцію в доларах;
- 900 — проба золота в монетах, призначених для внутрішнього ринку;
- 999,9 — проба золота в монетах, призначених для зовнішнього ринку;
- P(USD/IRR) — курс долара до ріала;
- 31,103 — вага унції золота в грамах;
- 8,13 — вага монети Бахар-е Азаді номіналом «один» у грамах;
- 1,02 — вплив зростання ціни на золото (від 2 до 5 відсотків), яке потрапляє в країну.

### Роль часу карбування на вартість монет

#### Різниця в ціні на монети старого і нового дизайну
Крім дизайну монет старого і нового зразка існує ще одна важлива різниця між ними, яка полягає в часі їх карбування, тому що Центральний банк більше не карбує монети старого дизайну. І це призводить до зростання ціни на монети старого дизайну відносно нового. Якщо ж брати чисту ціну золота, яке вони містять, то між ними немає ані найменшої різниці.

#### Різниця в цінах між монетами нового дизайну
Монети нового дизайну, хоч і мають однакову форму, але різняться між собою за роком карбування. Оскільки заявники більше хочуть придбати монети нового випуску, то це збільшення попиту на них призводить до зростання ціни на нові монети (пізніший рік випуску). З цієї причини, продавці різних монет їх розглядають, щоб встановити на них ціну, і монети старішого року коштують дешевше, ніж новішого. Звичайно, деякі продавці монет встановлюють ціну без оглядки на рік і тоді вони коштують однаково, однак у момент купівлі вибитий на монеті рік стає приводом для зменшення ціни. Наприклад, коли індивід звертається в магазин, щоб здати свої гроші, якщо ціна нової монети в той день становить 190 тис. туман, а дата карбування його монети на п'ять років старіша, то він змушений продати свою монету на 10 тис. туман дешевше.
Це при тому, що за кількістю золота, яке використовувалося для виробництва цих монетا, жодної різниці між ними немає. З точки зору Центрального банку вплив різниці в роках карбування монет на різницю в ціні між ними ніяк не виправданий, і єдиний фактор, який може впливати на ціну монет, це коливання цін на золото на світових ринках. Щоб вирішити цю проблему Центральний банк починаючи з 2007 року і дотепер (2013 рік) на всіх монетах вказує дату «2007 рік». Таким чином, ринок поступово позбувся монет, що карбувалися до 2007 року і їх ціна дорівнює лише вартості золота, яке в них міститься.

### Проблема фальшивих монет
Обов'язок карбування золотих монет з постановою Ради грошей та кредиту є виключною прерогативою Центрального банку Ірану. Однак, деякі ділки пропонують підроблені або так звані «небанківські» монети. Як приклад, деякі учасники ринку заявляють, що існують «банківські» монети Бахар-е Азаді номіналом «чверть», які коштують 36 тис. туман, і «небанківські», ціною 12 тис. туман, в яких проба золота набагато менша, або ж помилкова. Навіть якщо особа викарбувала монету, дотримавшись усіх її характеристик, вона вчинила порушення і з точки зору правової адміністрації Центрального банку підлягає відстеженню.
Проблема карбування та розповсюдження підроблених монет не є новою і спекулянти в цій царині діяли роками, маючи в такий спосіб величезні прибутки. Карбування підроблених золотих монет не є такою вже важкою справою. Тому що всі, хто хоч трохи знає ринок золота і різноманітних сплавів з дорогоцінних металів, замовивши виготовлення пристрою для карбування монет, можуть використовувати будь-який метал для карбування таких самих за розміром монет, як золоті, що поширені на ринку, а потім за допомогою гальванотехніки наносити на них золоте покриття і виходити на ринок.

## Найбільш важливі центри поставок монет в Ірані
- Банк Каргошаї — Банк Каргошаї для регулювання і контролю ціни на монети упродовж тижня здійснює аукціони. Цей банк отримує монети напряму з казначейства Центрального банку. Ці монети в присутності представників Центрального банку загортаються у пакети по 100, 200 і 500 штук і надходять у продаж.[42] Сесії торгів починаються з того, що аукціоніст оголошує базову ставку Центрального банку і заохочує людей змагатися за купівлю ста монет Бахар-е Азаді номіналом «один». Нарешті цей аукціон виграє особа, яка пропонує найбільшу суму. Потім на аукціон виставляють монети «половина», «чверть» і «два з половиною» і він триває з перервами поки монети не перестають купувати.[43] Сесії аукціону зазвичай відбуваються в суботу, понеділок і середу кожного тижня, але при збільшенні попиту (як у переддень Новрузу і під час його святкування) відбуваються кожного дня. Участь у аукціонах безкоштовна і не існує обмежень на купівлю монет.[44]
- Стамбульське перехрестя і Сабземейдан вважаються центрами роздрібної торгівлі монетами в Тегерані на архіпелаг. Щоб забезпечити достовірність і непідробність монет, потрібно купувати їх у спеціальних обмінних пунктах, які мають ліцензію або блоки придбали ліцензію Союзу ювелірів або ліцензію Центрального банку. Крім того, монети повинні бути запломбовані (упаковані в спеціальну вакуумну карту). На цій пломбу крім імені та адреси продавця повинні бути такі фрази, як «банківська гарантія» або «ліцензія Союзу».[45]